# Microchirus frechkopi
Microchirus frechkopi es una especie de pez de la familia Soleidae en el orden de los Pleuronectiformes.

## Distribución geográfica
Se encuentran en las  costas del  Atlántico oriental (desde Senegal en el Golfo de Guinea).